# Mäusberg (Ipsheim)
Mäusberg (fränkisch: Maisbärch) ist ein Gemeindeteil des Marktes Ipsheim im Landkreis Neustadt an der Aisch-Bad Windsheim (Mittelfranken, Bayern). Mäusberg liegt in der Gemarkung Mailheim.

## Geographie
Die Einöde liegt am Fuße des Roten Berges (433 m ü. NHN), der sich im Süden erhebt. Im Osten grenzt der Obere Wald an. 1 km im Nordwesten liegt das Flurgebiet Am Holzweg. Ein Anliegerweg führt nach Ipsheim zur Kreisstraße NEA 35 (2,8 km nordwestlich).

## Geschichte
Der Ort wurde im Salbuch des Klosters Heilsbronn von 1432 als „Mewsprůn“ erstmals schriftlich erwähnt. 1726 wurde der Ort erstmals „Meußberg“ genannt. Das Bestimmungswort ist die Maus in der Pluralform. Spätestens im 18. Jahrhundert war Mäusberg eine Abdeckerei.
Gegen Ende des 18. Jahrhunderts bestand Mäusberg aus einem Anwesen. Das Hochgericht übte das brandenburg-bayreuthische Vogtamt Lenkersheim aus. Das Anwesen war die Abdeckerei für Ipsheim und hatte das Kastenamt Ipsheim als Grundherrn.
Von 1797 bis 1810 unterstand der Ort dem Justizamt Külsheim und Kammeramt Ipsheim. Im Rahmen des Gemeindeedikts wurde Mäusberg dem 1811 gebildeten Steuerdistrikt Ipsheim und der 1817 gebildeten Ruralgemeinde Ipsheim zugeordnet. Mit dem Zweiten Gemeindeedikt (1818) wurde es nach Mailheim umgemeindet. Am 1. Mai 1978 wurde Mäusberg im Zuge der Gebietsreform in Bayern in den Markt Ipsheim eingegliedert.

## Einwohnerentwicklung
| Jahr      | 001818 | 001840 | 001861 | 001871 | 001885 | 001900 | 001925 | 001950 | 001961 | 001970 | 001987 |
| Einwohner | 5      | 9      | 7      | 9      | 9      | 6      | 3      | 6      | 3      | 1      | 0      |
| Häuser    | 1      | 1      |        |        | 1      | 1      | 1      | 1      | 1      |        | 1      |
| Quelle    | [ 12 ] | [ 13 ] | [ 14 ] | [ 15 ] | [ 16 ] | [ 17 ] | [ 18 ] | [ 19 ] | [ 20 ] | [ 21 ] | [ 1 ]  |

## Religion
Der Ort ist seit der Reformation evangelisch-lutherisch geprägt und bis heute nach St. Johannes der Täufer (Ipsheim) gepfarrt. Die Katholiken sind nach St. Bonifaz (Bad Windsheim) gepfarrt.